# 신현우
신현우(1973년 8월 25일 ~ )는 대한민국의 가수이자, 전 소호대 멤버이다.

## 생애
1997년에 신현우, 에스더로 결성 된 2인조 혼성 듀오였다. 정규 1집의 데뷔곡인 <야!>, 후속곡이였던 <돌이킬 수 없는 사랑>으로 활동했다.재미교포 신현우는 전곡 작사,작곡, 프로듀싱을했으며,지금 들어도 세련된 당시로서는 파격적인 사운드를 완성하였다.
1집 앨범은 헤비메탈, 발라드, R&B 등 다양한 장르의 곡들이 들어가 있고 맴버 중 신현우는 인트로곡을 포함하여 앨범 수록곡 총 9곡을 전체 작사, 작곡했다. 그리고 가장 마지막에 수록된 Best of love는 돌이킬 수 없는 사랑의 영어버전.]신현우에 감각적인 프로듀스 능력과 에스더의 시원시원한 가창력과 매력적인 음색이 시너지를 일으켜 한 장르에 국한되지 않고 다양한 장르에서 당시로서는 세련된 사운드와 곡 하나하나마다 뛰어난 완성도를 보여준다. 후속곡으로 활동한 돌이킬 수 없는 사랑은 현재까지도 음악 마니아들에게 스테디셀러로 사랑받고 있으며 국내 여타 발라드와는 다르게 세련된 사운드와 멜로디로 호평받고 있다.

## 예능
- MBC 《미스터리 음악쇼 복면가왕》- 해피 뉴 가왕! 2021년 첫 가왕은 바로 나! 카운트다운 <2라운드>